# Naarda ochreistigma
Naarda ochreistigma là một loài bướm đêm trong họ Noctuidae.